# Ливрон
Это — статья о населённом пункте. О русском дворянском роде см. де Ливрон.
Ливро́н (фр. Livron) — коммуна во Франции, находится в регионе Аквитания. Департамент — Атлантические Пиренеи. Входит в состав кантона Валле-де-л’Ус и дю Лагуэн. Округ коммуны — По.
Код INSEE коммуны — 64344.

## География
Коммуна расположена приблизительно в 660 км к югу от Парижа, в 185 км южнее Бордо, в 21 км к юго-востоку от По.
По территории коммуны протекает река Ус.

### Климат
Климат тёплый океанический. Зима мягкая, средняя температура января — от +5°С до +13°С, температуры ниже −10 °C бывают редко. Снег выпадает около 15 дней в году с ноября по апрель. Максимальная температура летом порядка 20-30 °C, выше 35 °C бывает очень редко. Количество осадков высокое, порядка 1100 мм в год. Характерна безветренная погода, сильные ветры очень редки.

## Население
Население коммуны на 2010 год составляло 419 человек.
| 1962 | 1968 | 1975 | 1982 | 1990 | 1999 | 2010 |
| ---- | ---- | ---- | ---- | ---- | ---- | ---- |
| 231  | 232  | 243  | 241  | 266  | 297  | 419  |

## Администрация
| Период | Период | Фамилия         | Партия | Примечания |
| ------ | ------ | --------------- | ------ | ---------- |
| 1971   | 2001   | Венсан Мазу     |        |            |
| 2001   | 2008   | Рене-Поль Дамур |        |            |
| 2008   | 2014   | Жан-Пьер Фуркад |        |            |
| 2014   | 2020   | Фабьен Менвьель |        |            |

## Экономика
В 2010 году среди 264 человек трудоспособного возраста (15-64 лет) 203 были экономически активными, 61 — неактивными (показатель активности — 76,9 %, в 1999 году было 75,1 %). Из 203 активных жителей работали 197 человек (111 мужчин и 86 женщин), безработных было 6 (3 мужчин и 3 женщины). Среди 61 неактивных 27 человек были учениками или студентами, 21 — пенсионерами, 13 были неактивными по другим причинам.

## Достопримечательности
- Церковь Св. Мартина (1860 год)[4]